# Torsten Nilsson (teolog)
Erik Torsten Nilsson, född 5 juni 1925 i Överkalix, död 1 maj 2009 i Sävar, var en svensk väckelsepredikant, författare och teolog. Han var främst aktiv inom EFS där han bland annat var redaktör för tidningen Budbäraren och rektor för Johannelund, sedermera Johannelunds teologiska högskola.

## Biografi
Torsten Nilsson gjorde sig känd i tidningen Budbäraren och Kyrkans Tidning med teologiska debattartiklar som fick stort genomslag. Under signaturen "TN" i tidningen Budbäraren författade han artiklar rörande ämbetsfrågor, bibelsyn, kyrkopolitik och mycket annat. Han blev under sin levnadstid mycket omstridd, bland annat på grund av den omdiskuterade boken Bibelsyn och bibelbruk.

### Bibelstriden på 60-talet

#### Flytt av Johannelunds Teologiska Institut
Under 1960-talet sade Stockholm stad upp arrendet av Johannelunds gård för EFS. Därför beslutade EFS styrelse att flytta Johannelunds Teologiska Institut från Ulvsundasjön utanför Bromma till en universitetsstad. På så sätt skulle de kunna inleda ett samarbete med den teologiska fakulteten och samtidigt kunna ge eleverna vid predikantutbildningen tätortserfarenheter. Beslutet blev att bygga ett nytt Johannelund i Lötenområdet i Uppsala. I januari 1969 satte bygget igång och skolan kunde invigas den 23 maj 1970.

#### EFS-debatt om den rådande bibelsyn
I samband med planerna på att flytta Johannelund kom en maning från Torsten Nilsson, då rektor för utbildningen, till rörelsen att reflektera över den bibelsyn som rådde. Under denna tid hade en typ av bibelsynsdebatt redan påbörjats med anledning av att några predikanter åkt Vasaloppet på en söndag, vilket av vissa grupper sågs som sabbatsbrott. Med denna vädjan från Nilsson kom också en direkt uppmaning till styrelsen att behandla frågan. I samband med denna uppmaning redogjorde Nilsson själv för sin bibelsyn under ett föredrag reserverat för EFS styrelse. Han menade att skriften måste tolkas "kristologiskt" och "soteriologiskt", alltså med Kristus och frälsningen i centrum för all bibeltolkning. Han erkände sig själv till en typ av moderat historisk-kritisk bibeltolkning, där han medgav att det fanns bibelställen som motsade varandra. En mindre del av styrelsen reagerade negativt mot detta föredrag och menade att sådan bibeltolkning var farlig för rörelsen. Ledaren för denna mindre grupp blev Olof Emgård, ingenjör från Alingsås. Denne fick stöd av David Hedegård i sin kritik av bibeltolkningen. Hedegård i sin tur kritiserade både Torsten Nilsson och Birger Olsson, som då var lärare vid Johannelund och samtidigt sekreterare i 1968 års bibelkommission.

#### Torsten Nilsson lämnar EFS-uppdrag
På grund av denna kritik valde Torsten Nilsson att 1969 lämna sina uppdrag i EFS med motiveringen att han inte längre hade enhälligt stöd från EFS styrelse. Tolv av ledamöterna i styrelsen uttalade i november 1969 sitt odelade förtroende för Nilsson, medan fyra ledamöter reserverade sig till förmån för en egen skrivelse, författad av Olof Emgård.

#### Efterspelet
Stiftelsen Biblicum grundades delvis på grund av denna bibelsynsdebatt. Dess syfte var att bevara en mer traditionell bibelsyn och gick hårt åt Torsten Nilssons argument och betraktade hans bibelsyn som liberal. Styrelsen för Biblicum, med David Hedegård i spetsen, deklarerade krav på fullständigt avståndstagande från Nilssons argument. En av stiftelsens grundare, prästen Torsten Josephsson ansågs inte uppfylla detta krav och fick därför lämna sitt uppdrag. Utöver Stiftelsen Biblicum grundades Lutherska Bibelstudiestiftelsen (LBS), sedermera Evangelisk-Luthersk Samling, i Västerbotten med liknande syfte. Den senare kom att lämna EFS helt just på grund av bibelsynsfrågor.

### Familjeliv och ålderdom
Torsten Nilsson var från 1951 gift med Stina Nilsson (1923–2001) och paret hade fyra barn. 
Efter sitt yrkesliv flyttade Torsten Nilsson först till Röbäck och därefter till Sävar i Västerbotten. Han avled efter en lång tids sjukdom den 1 maj 2009, 83 år gammal.